# Ducula finschii
La dúcula de Finsch (Ducula finschii) es una especie de ave columbiforme de la familia Columbidae endémica del Archipiélago Bismarck en Papúa Nueva Guinea.. Su nombre honra al ornitólogo y explorador alemán Friedrich Hermann Otto Finsch. 
Su hábitat natural son los bosques tropicales lluviosos. Se clasificaba como especie bajo preocupación menor por la UICN pero se sospechó que era más escasa de lo pensado. Por ello se evaluó su población y se determinó que así era por lo que se cambió su clasificación a casi amenazada en 2008.